# Klimy (gmina)
Klimy – dawna gmina wiejska istniejąca w latach 1946–1954 w woj. olsztyńskim (jej dawny obszar należy obecnie do woj. warmińsko-mazurskiego). Siedzibą władz gminy było Klimy.
Gmina Klimy powstała po II wojnie światowej na terenie tzw. Ziem Odzyskanych. 28 czerwca 1946 roku jako jednostka administracyjna powiatu suskiego gmina weszła w skład nowo utworzonego woj. olsztyńskiego. Według stanu z 1 lipca 1952 roku gmina była podzielona na 11 gromad: Czerwona Woda, Grodziec, Jawty Małe, Jawty Wielkie, Klimy, Kołodzieje, Kowale, Pilichowo, Pławty Wielkie, Trumiejki i Żakowice.
Gmina została zniesiona 29 września 1954 roku wraz z reformą wprowadzającą gromady w miejsce gmin. Jednostki nie przywrócono 1 stycznia 1973 roku po reaktywowaniu gmin.